# Моше Яалон
Моше Яалон (івр. משה יעלון; нар. 24 червня 1950, Кір'ят-Хаїм) — ізраїльський військовик і державний діяч. Колишній начальник Генерального штабу (2002–2005).
Його батько переїхав до підмандатної Палестини з України у 1925 році, Він служив в Армії оборони Ізраїлю з 1968 по 2005 роки.
Член Кнесету з 2009 року, заступник прем'єр-міністра і міністр стратегічного планування та розвідки з 2009 по 2013, а з 2013 року — міністр оборони Ізраїлю в уряді Біньяміна Нетаньяху.
Член партії Лікуд.